# Conferenza delle Bermuda
La conferenza delle Bermuda fu un incontro avvenuto tra i rappresentanti di Regno Unito e USA dal 19 al 30 aprile 1943 a Hamilton, nelle Bermuda. 

## Descrizione
Il tema fu la questione legata ai rifugiati ebrei liberati dalle forze alleate e a quelli rimasti nell'Europa occupata dai nazisti. L'unico accordo raggiunto fu quello sulla necessità di vincere contro i nazisti. Le quote di immigrazione degli Stati Uniti non furono aumentate e non fu revocato il divieto britannico di rifugiarsi nel Mandato britannico della Palestina.
La delegazione statunitense fu guidata da Harold W. Dodds, mentre la delegazione britannica fu guidata da Richard Law.

## Reazioni
L'articolo del The New York Times del 30 aprile 1943, Hopeful Hint Ends Bermuda Sessions, riferì che i delegati respinsero le raccomandazioni che non potevano essere realizzate in condizioni di guerra e che molto probabilmente avrebbero ostacolato lo sforzo bellico.
Una settimana dopo il Comitato per l'Esercito ebraico, di stampo sionista, in una pubblicazione sul New York Times condannò gli sforzi della conferenza come una presa in giro che si faceva beffe sia delle promesse fatte in passato al popolo ebraico che delle sofferenze degli ebrei sotto l'occupazione nazista. Il senatore statunitense Harry S. Truman ritirò la sua adesione al comitato per quello che fu percepito come un insulto verso i membri del Senato degli Stati Uniti coinvolti nella conferenza.
Szmul Zygielbojm, membro dell'organo consultivo ebraico del governo polacco in esilio, si suicidò per protesta contro l'esito della conferenza.